# Виктория Ангелова-Винарова
Вижте пояснителната страница за други личности с името Виктория.
Виктория Ангелова-Винарова е третата архитектка в България (след Маркова и Досева). Виктория Ангелова-Винарова е първата жена, спечелила архитектурен конкурс в България. 

## Семейство
Виктория Ангелова е родена в Търново на 20 ноември 1902 г. Нейните корени водят към известния род Златарски. Неин прадядо е известният търновски учител и общественик Никола Златарски (1823 – 1875), чиито деца са:
- Александър Златарски (1851 – 1926) – подуправител на Върховната сметна палата;
- проф. Георги Златарски (1854 – 1909) – геолог и палеонтолог;
- ген. Стефан Златарски (1860 – 1912) – генерал-майор от артилерията (1907), служил в Генералния щаб на Русия;
- проф. Васил Златарски (1866 – 1935) – историк и археолог;
- Виктория Златарска-Петрова.

Виктория Ангелова е внучка на Виктория Златарска-Петрова. Неин баща е Васил Ангелов – известен търновски търговец, учил в Англия, дългогодишен член на настоятелството на читалище „Надежда“.
През 1933 г. Виктория се омъжва за арх. Борис Винаров, син на ген. Върбан Винаров – флигеладютант на цар Фердинанд I – и брат на художничката Бистра Винарова – съпруга на известния публицист и дипломат Симеон Радев.
Виктория Ангелова-Винарова умира на 27 декември 1947 г. вероятно заради непълноценно възстановяване от тежка бронхопневмония. Със съпруга си, който умира от рак 3 мес. по-късно, не оставят деца.

## Професионален път
Виктория Ангелова се занимава с рисуване от детска възраст. След като завършва гимназия, учи 2 семестъра във Висшето техническо училище във Виена, но по материални съображения се дипломира в Дрезден през 1925 г.
Постъпва на работа в София като стажант-архитект при Пенчо Койчев в Министерството на обществените сгради, пътищата и благоустройството. Спечелва проведения вътрешен конкурс през 1926 г. и сама проектира сградата на министерството (завършена през 1932 г.), която заема пространството между днешните площад „Петко Славейков“ и улиците „Г. С. Раковски“, „Уилям Гладстон“ и „Хан Крум“. Днес това е сградата на Столичната библиотека и театър „Възраждане“. Входът пред вратата на сградата е украсен с 3 каменни глави и монументална скулптурна композиция от 2 седнали фигури – жена, олицетворяваща архитектурата, и мъж – символ на строителството. Интериорните решения носят стиловите белези на сецесиона.
През 1926 г. Виктория Ангелова печели конкурса за Дома на правниците в София, но инвеститорът смята, че е рисковано надзорът да бъде поверен на жена без професионален опит и задачата е възложена на арх. Й. Йорданов и арх. С. Овчаров.
През 1929 г. арх. Виктория Ангелова и арх. Чавдар Мутафов печелят конкурс и строят Окръжната палата в Кърджали. Тя участва самостоятелно в конкурсите за
Пощенската палата в Бургас (1930 г., 2-ра награда), за
Главната дирекция на БДЖ (4-та награда), за
Военния клуб в Плевен (1931, 3-та награда), за
Пощенската палата в Пловдив (1935, 2-ра награда).
Арх. Винарова работи предимно изграждане и реконструиране на здравни и учебни сгради. През 1933 г. тя е авторка на разширението и преустройството на Девическа гимназия „Митрополит Климент“ във Велико Търново, както и на Девическата гимназия в Пловдив.
През 1939 г. след спечелен конкурс проектира санаториума за гръдоболни край с. Радунци, Казанлъшко. През периода 1942 – 1944 г. ръководи архитектурно бюро в София заедно със съпруга си арх. Борис Винаров.
Архитект Виктория Ангелова-Винарова е удостоена с орден „За граждански заслуги“.

## Реализирани проекти
За краткия си живот Арх. Ангелова оставя много сгради в София и другаде, впечатляващи със своята импозантност и строга функционалност. Повечето от тях са ѝ възложени за проектиране и изпълнение след участие в обявени по онова време национални конкурси. Независимо че проектира на много места из страната, Виктория Ангелова е подчертано софийски архитект. Запазените в столицата нейни постройки се нареждат сред високите постижения на националната архитектура от втората половина на 1920-те и 1930-те години. В сградата на пл. „Петко Славейков“ 4-та зала (№ 403) носи нейното име „Виктория“, а до входа ѝ паметен надпис припомня на посетителя заслугите на талантливата българска архитектка.
- сградата на Министерството на обществените сгради, пътищата и благоустройството (днес Столична библиотека), пл. „Петко Славейков“ 4, София
- преустройство и разширение на Националния природонаучен музей, бул. „Цар Освободител“ 1, София
- Втора девическа гимназия (днес Софийска математическа гимназия „Отец Паисий“), ул. „Искър“ 61, София – реализиран след смъртта ѝ
- Художествено-занаятчийска изложбена зала при Художествената академия, ул. „Оборище“ 1 и пл. „Св. Александър Невски“ в София, унищоженана от англо-американските бомбардировки над София в 1944 г.
- жилищна кооперация на ул. „Московска“ 37, София
- София, 32 СУ „Св. Климент Охридски“, бул. „Христо Ботев“ № 63, начало на строителството: 1942 г. От особен интерес от глежда точка на Модернизма и организацията на училищните постройки представлява фактът, че сградата е решена в 2 отделни блока (между тях е разположен салон). Училището, в своя първоначален вид, включва само откъм откъм ул. „Софроний Врачански“, като около 1960 г. е пристроено с ново крило на изток, стигащо до бул. „Христо Ботев“. При строежа на метрото част от южното крило е разрушенo (1999 г.).
- преустройство и разширение на Девическата гимназия (днес Природо-математическа гимназия „Васил Друмев“), Велико Търново
- Първа Девическа гимназия в Пловдив, 1933 г. върху пожарището (янгънлъка) на Чалъковите къщи на Таксим Тепе (над Античния, до „Жълтото“) внушителен по размери, сложност и елегантност комплекс, впоследствие Учителски Институт с Образцова Прогимназия, в който Асен Диамандиев създаде АМТИ =Академичен Филиал на Консерваторията за фолклорна Музика и Танци; вече наедрял и с Визуални специалности.
- Морско казино, Бургас

## Памет
На архитект Виктория Ангелова-Винарова е наречена улица в квартал „Младост 1“ в София (Карта).